# Пенчково
Пенчково (пол. Pięczkowo) — село в Польщі, у гміні Кшикоси Сьредського повіту Великопольського воєводства.
Населення — 1258 осіб (2011).
У 1975-1998 роках село належало до Познанського воєводства.

## Демографія
Демографічна структура станом на 31 березня 2011 року:
|          | Загалом | Допрацездатний вік | Працездатний вік | Постпрацездатний вік |
| -------- | ------- | ------------------ | ---------------- | -------------------- |
| Чоловіки | 614     | 111                | 438              | 65                   |
| Жінки    | 644     | 125                | 382              | 137                  |
| Разом    | 1258    | 236                | 820              | 202                  |